# Ben Lauber
Bernd „Ben“ Lauber (* vor 1997) ist ein deutscher Musiker, Klangkünstler und Komponist.

## Leben
Nach autodidaktischer Beschäftigung mit Gitarre, Klavier und Schlagzeug, studierte Ben Lauber Klassisches Schlagzeug am Hoch’schen Konservatorium in Frankfurt am Main bei Karl Setzer. Als Schlagzeuger war er aktives Mitglied im Landesjugendorchester Hessen. Er studierte Musikwissenschaften in Berlin und nahm an Kompositionskursen für elektronische Musik (Trevor Wishart, Hans Tutschku) und Neue Musik (Karlheinz Stockhausen, Helmut Zapf) teil.
In den Hansa Tonstudios absolvierte er ein Praktikum, bei dem er seinen langjährigen musikalischen Partner Moses Schneider kennen lernte. Mit ihm gründete er 1996 das Produktionskollektiv und den Produktionsort Transporterraum, in dem die beiden gemeinsam Künstler wie Quarks, Mediengruppe Telekommander, Viktoriapark und Peter Licht produzierten.
Er wirkte als Musiker, Arrangeur, Komponist und Produzent sowohl im Studio für Dendemann, Fraktus, Dieter Meier, Tocotronic und Beatsteaks. Seit 2005 arbeitet er zusammen mit Marco Haas an dem Projekt T.Raumschmiere. Als Livemusiker war er mit Susie van der Meer, Laing und Apparat (Devil`s Walk Tour) auf der Bühne und ist ein fester Bestandteil der Olli Schulz Live Band.
Mit PC Nackt gründete er 2006 das Künstlerkollektiv Berlin String Theory, aus dem heraus sich die weiteren Projekte Göteborg String Theory, Aachen String Theory und Los Angeles String Theory entwickelten. In diesen arbeitete er mit nationalen und internationalen Musikern (Tocotronic, Anna von Hausswolff, Midaircondo und weiteren) zusammen und ist dort als Arrangeur und Schlagzeuger tätig. 2011 und 2017 war er gemeinsam mit Jose Gonzalez & The String Theory Orchestra auf Europa- und USA-Tour. Das Album Sekou Andrews & The String Theory wurde für den GRAMMY Award 2020 in der Kategorie Spoken Words nominiert und gewann bei den 18. Independent Music Awards den Preis in der Kategorie Best Spoken Word Album und Song.
Daneben schreibt er Musik für Theater und Film. In seiner Zusammenarbeit mit dem Regie-Duo See! vertonte er mehrere Bühnenstücke von Peter Licht. Für das Theaterstück Nur Utopien Sind Noch Realistisch! erhielt er zusammen mit dem Ensemble Analogtheater den Kölner Theaterpreis 2017. Das Stück Die Psychonauten: Asche wurde für den Kölner Theaterpreis 2018 nominiert. Als Klangkünstler hat er seine meist mehrkanaligen Klanginstallationen in Deutschland, Österreich, Polen, Dänemark und Spanien ausgestellt.

## Werke (Auswahl)
- 2010 Sadludium für Streichorchester
- 2014 Bremer Modell für Computer Live-Elektronik (2-Kanal Audio)
- 2015 Narciss 3.0, (8.1-Kanal Audio) Interaktive, audio-visuelle Performance für einen Tänzer (Lars Scheibner)
- 2016 Alle Menschen müssen sterben für Orgel
- 2016 Kreuz-B. für Ensemble (Kl., H., Vib., Klav., Vl., Br., Vc., Kb.)
- 2016 Schmücke dich, O liebe Seele für Orgel
- 2016 Weite Reise für Computer Live-Elektronik (6.2-Kanal Audio) mit Helena Persson and David Sabel
- 2017 Der Schrei für Sopran and Cello

### Musik für Theater
- 2005 Clockwork Orange, Regie: Sascha Hawemann, Landestheater Magdeburg
- 2008 Die Wundervolle Welt Dissozia, Regie: Birger Markuse, Theater in Mitte, Berlin
- 2013 Das Sausen der Welt, Regie: See!, Schauspiel Köln
- 2013 Nostalghia, Regie: Alexander Eisenach, Centraltheater Leipzig
- 2014 Ok, Panik!, Regie: See!, Favoriten-Festival, Dortmund
- 2014 Tonight Fraktus, Regie: Studio Braun, Thalia Theater, Hamburg
- 2015 Ich bin ein Volumenjoker, Regie: See!, Ringlokschuppen, Mülheim a.d. Ruhr
- 2017 Nur Utopien Sind Noch Realistisch!, Regie: Daniel Schüßler, Studiobühne Köln
- 2018 Die Psychonauten: Asche, Regie: Daniel Schüßler, Studiobühne Köln

### Musik für Film
- 2005 Die Boxerin, Regie: Catharina Deus (moods)
- 2006 Mein Tod ist nicht dein Tod, Regie: Lars Barthel (moods)
- 2015 Family Business, Regie: Christiane Büchner (score)
- 2016 Wedgetail, Regie: Greg Blakey (score)

### Klanginstallationen

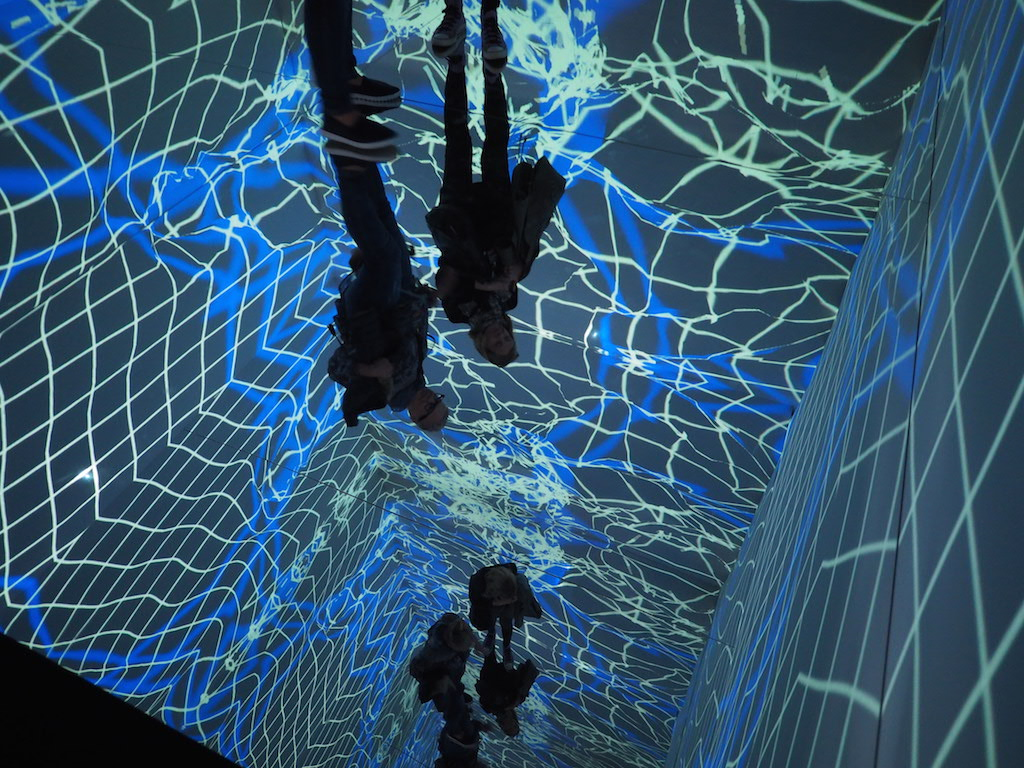
Die echzeit-generierte, audio-visuelle Installation Resonant Space von Ben Lauber (sound) und Marcus Doering (video) in den Øksnehallen in Kopenhagen 2017 in der Ausstellung Perspective Playground.

- 2002 Alien – Ten Songs From Beyond, für Candice Breitz – Künstlerhaus Bethanien, Berlin (als Musikalischer Produzent)
- 2002 I got involved in something I realize … (group work) – Inventionen, Staatsbank, Berlin
- 2004 Indonesia 2, (Kopfhörer), für Jorinde Voigt, –. ipeg, bild.ton.maschine, Künstlerhaus Bethanien, Berlin
- 2014 Resonant Grid, (8.1-Kanal Audio) Interaktive, audio-visuelle Installation – Photography Playground, Jack in the Box, Köln
- 2015 Szczecin Concrète, (8.1-Kanal Audio), Interaktive Klanginstallation – 13muz, Szczecin
- 2016 Resonant Space, (8.1-Kanal Audio), Interaktive audio-visuelle Installation – Perspective Playground, Carlswerk, Köln

## Diskografie (Auswahl)
- 1997 Susie van der Meer – static warp bubble (als Musiker, Komponist, Produzent)
- 1998 Viktoria Park – In Teufels Küche (als Musiker, Arrangeur)
- 2002 Madrugada – Grit (als Musiker)
- 2003 Susie van der Meer – Luciferin (als Musiker, Komponist, Produzent)
- 2004 Quarks – Quarksland (als Musiker, Produzent)
- 2005 Beatsteaks – B-Seite (als Musiker, Komponist)
- 2005 Seeed – Next! (als Komponist bei Slow Life)
- 2006 Mediengruppe Telekommander – Näher am Menschen (als Musiker, Komponist, Produzent)
- 2006 Viktoria Park – Was ist schon ein Jahr? (als Musiker, Produzent)
- 2007 Beatsteaks – Limbo Messiah (als Musiker, Komponist bei Cut off the top)
- 2007 Tocotronic – Kapitulation (als Musiker)
- 2008 T.Raumschmiere – I tank u (als Musiker)
- 2010 Dendemann – Vom Vintage verweht (als Musiker)
- 2010 Hans Unstern – Kratz dich raus (als Musiker)
- 2010 The Göteborg String Theory – The Göteborg String Theory (2 LP) (als Musiker, Komponist, Arrangeur, Produzent)
- 2011 Apparat – the devil’s walk (lim. edition) (als Musiker bei the world around you)
- 2011 Julia Marcell – June (als Musiker, Produzent)
- 2011 The Göteborg String Theory – Live at Konserthuset Göteborg (EP) (als Musiker, Arrangeur, Produzent)
- 2012 Olli Schulz – SOS (als Musiker)
- 2013 Laing – Paradies Naiv (als Komponist bei Nacht für Nacht, Produzent bei Morgens immer Müde)
- 2013 Tocotronic – Wie wir leben wollen (als Musiker)
- 2014 Dieter Meier – Out of Chaos (als Musiker, Komponist, Produzent)
- 2015 Fraktus – Welcome to the internet (als Musiker, Komponist, Produzent)
- 2015 Olli Schulz – Feelings aus der Asche (als Musiker)
- 2015 T.Raumschmiere – T.Raumschmiere (als Musiker, Komponist, Produzent)
- 2017 T.Raumschmiere – Heimat (als Musiker, Komponist, Produzent)
- 2019 José González & The String Theory – Live in Europe (Musiker, Arrangeur, Produzent)
- 2019 Sekou Andrews & The String Theory – Sekou Andrews & The String Theory (als Musiker, Arrangeur, Komponist, Produzent)
- 2022 The String Theory – Origin (als Musiker, Arrangeur, Komponist, Produzent)